# 대한민국의 국가무형유산 (1980년대~1990년대)
국가무형유산(國家無形遺産)은 보존 가치가 크다고 인정되는 무형의 문화적 소산 가운데 국가에서 유산으로 지정한 것을 말한다. 수 세대에 걸쳐 전승되어 온 무형유산은 전통적 공연·예술, 공예, 미술 등에 관한 전통기술, 한의약, 농경·어로 등에 관한 전통지식, 구전 전통 및 표현, 의식주 등 전통적 생활관습, 민간신앙 등 사회적 의식(儀式), 전통적 놀이·축제 및 기예·무예 분야로 나뉘어 있다.

## 지정 목록

### 1980년대 지정
| 번호   | 사진 | 명칭 | 소재지        | 관리자 (단체)                | 지정일                                                                  | 참조 |
| 11-2호 |      | 평택농악 (平澤農樂) (Pyeongtaek Nongak (Farmers' Performance of Pyeongtaek))                                                          | 경기 경기전역 | 평택농악보존회               | 1985년 12월 1일 지정                                                    |      |
| 11-3호 |      | 이리농악 (裡里農樂) (Iri Nongak (Farmers' Performance of Iri))                                                                        | 전북 전북전역 | 이리농악보존회               | 1985년 12월 1일 지정                                                    |      |
| 11-4호 |      | 강릉농악 (江陵農樂) (Gangneung Nongak (Farmers' Performance of Gangneung))                                                            | 강원 강원전역 | 강릉농악보존회               | 1985년 12월 1일 지정                                                    |      |
| 11-5호 |      | 임실필봉농악 (任實筆峰農樂) (Imsil Pilbong Nongak (Farmers' Performance of Pilbong, Imsil))                                           | 전북 전북전역 | 임실필봉농악보존회           | 1988년 8월 1일 지정                                                     |      |
| 63호   |      | 북메우기 | 기타 전국     |                              | 1980년 9월 1일 지정, 1995년 3월 16일 해제, 중요무형문화재 제42호로 통합 |      |
| 64호   |      | 두석장 (豆錫匠) (Duseokjang (Metal Craft))                                                                                            | 기타 .        |                              | 1980년 11월 17일 지정                                                   |      |
| 65호   |      | 백동연죽장 (白銅煙竹匠) (Baekdong Yeonjukjang (Nickel-Copper Pipe Making))                                                            | 전북 전북전역 |                              | 1980년 11월 17일 지정                                                   |      |
| 66호   |      | 망건장 (網巾匠) (Manggeonjang (Horsehair Headband Making))                                                                            | 제주 제주전역 |                              | 1980년 11월 17일 지정                                                   |      |
| 67호   |      | 탕건장 (宕巾匠) (Tanggeonjang (Horsehair Hat Making))                                                                                 | 제주 제주전역 |                              | 1980년 11월 17일 지정                                                   |      |
| 68호   |      | 밀양백중놀이 (密陽百中놀이) (Miryang Baekjung Nori (Baekjung Festival of Miryang))                                                    | 경남 경남전역 | 밀양백중놀이보존회           | 1980년 11월 17일 지정                                                   |      |
| 69호   |      | 하회별신굿탈놀이 (河回別神굿탈놀이) (Hahoe Byeolsingut Tallori (Mask Dance Drama of Hahoe))                                           | 경북 경북전역 | 하회별신굿탈놀이보존회       | 1980년 11월 17일 지정                                                   |      |
| 70호   |      | 양주소놀이굿 (楊州소놀이굿) (Yangju Sonorigut (Shamanic Ox Performance of Yangju))                                                    | 경기 경기전역 | 양주소놀이굿보존회           | 1980년 11월 17일 지정                                                   |      |
| 71호   |      | 제주칠머리당영등굿 (濟州칠머리당영등굿) (Jeju Chilmeoridang Yeongdeunggut (Shamanic Performance in the Chilmeoridang Shrine of Jeju)) | 제주 제주전역 | 제주칠머리당굿보존회         | 1980년 11월 17일 지정                                                   |      |
| 72호   |      | 진도씻김굿 (珍島씻김굿) (Jindo Ssitgimgut (Purification Ritual of Jindo))                                                             | 전남 전남전역 | 진도씻김굿보존회             | 1980년 11월 17일 지정                                                   |      |
| 73호   |      | 가산오광대 (駕山五廣大) (Gasan Ogwangdae (Mask Dance Drama of Gasan))                                                                 | 경남 경남전역 | 가산오광대보존회             | 1980년 11월 17일 지정                                                   |      |
| 74호   |      | 대목장 (大木匠) (Daemokjang (Traditional Wooden Architecture))                                                                        | 기타 .        |                              | 1982년 6월 1일 지정                                                     |      |
| 75호   |      | 기지시줄다리기 (機池市줄다리기) (Gijisi Juldarigi (Gijisi Tug-of-war))                                                                | 충남 충남전역 | 기지시줄다리기보존회         | 1982년 6월 1일 지정                                                     |      |
| 76호   |      | 택견 (Taekkyeon (Traditional Korean Martial Art))                                                                                     | 충북 충북전역 |                              | 1983년 6월 1일 지정                                                     |      |
| 77호   |      | 유기장 (鍮器匠) (Yugijang (Brassware Making))                                                                                         | 경기 경기전역 |                              | 1983년 6월 1일 지정                                                     |      |
| 78호   |      | 입사장 (入絲匠) (Ipsajang (Silver or Gold Inlaying))                                                                                  | 서울 서울전역 |                              | 1983년 6월 1일 지정                                                     |      |
| 79호   |      | 발탈 (Baltal (Foot Mask Theater)) | 기타 .        |                              | 1983년 6월 1일 지정                                                     |      |
| 80호   |      | 자수장 (刺繡匠) (Jasujang (Embroidery))                                                                                               | 기타 .        |                              | 1984년 10월 15일 지정                                                   |      |
| 81호   |      | 진도다시래기 (珍島다시래기) (Jindo Dasiraegi (Dasiraegi Play of Jindo))                                                               | 전남 전남전역 | 진도다시래기보존회           | 1985년 2월 1일 지정                                                     |      |
| 82-1호 |      | 동해안별신굿 (東海岸別神굿) (Donghaean Byeolsingut (Village Ritual of the East Coast))                                                | 부산 부산전역 | 동해안별신굿보존회           | 1985년 2월 1일 지정                                                     |      |
| 82-2호 |      | 서해안배연신굿및대동굿 (西海岸배연신굿및大同굿) (Seohaean Baeyeonsingut and Daedonggut (Fishing Ritual of the West Coast))            | 인천 인천전역 | 서해안배연신굿및대동굿보존회 | 1985년 2월 1일 지정                                                     |      |
| 82-3호 |      | 위도띠뱃놀이 (蝟島띠뱃놀이) (Wido Ttibaennori (Ttibae Boat Festival of Wido Island))                                                  | 전북 전북전역 | 위도띠뱃놀이보존회           | 1985년 2월 1일 지정                                                     |      |
| 82-4호 |      | 남해안별신굿 (南海岸別神굿) (Namhaean Byeolsingut (Village Ritual of the South Coast))                                                | 경남 경남전역 | 남해안별신굿보존회           | 1987년 7월 1일 지정                                                     |      |
| 83-1호 |      | 구례향제줄풍류 (求禮鄕制줄風流) (Gurye Hyangje Julpungnyu (String Ensemble of Gurye))                                                 | 전남 전남전역 | 구례향제줄풍류보존회         | 1985년 9월 1일 지정                                                     |      |
| 83-2호 |      | 이리향제줄풍류 (裡理鄕制줄風流) (Iri Hyangje Julpungnyu (String Ensemble of Iri))                                                     | 전북 전북전역 | 이리향제줄풍류보존회         | 1985년 9월 1일 지정                                                     |      |
| 84-1호 |      | 고성농요 (固城農謠) (Goseong Nongyo (Farmers' Song of Goseong))                                                                       | 경남 경남전역 | 고성농요보존회               | 1985년 12월 1일 지정                                                    |      |
| 84-2호 |      | 예천통명농요 (醴泉通明農謠) (Yecheon Tongmyeong Nongyo (Farmers' Song of Tongmyeong, Yecheon))                                        | 경북 경북전역 | 예천통명농요보존회           | 1985년 12월 1일 지정                                                    |      |
| 85호   |      | 석전대제 (釋奠大祭) (Seokjeon Daeje (National Rite to Confucius))                                                                     | 서울 서울전역 | 석전대제보존회               | 1986년 11월 1일 지정                                                    |      |
| 86-1호 |      | 문배주 (문배酒) (Munbaeju (Munbaeju Liquor))                                                                                          | 서울 서울전역 |                              | 1986년 11월 1일 지정                                                    |      |
| 86-2호 |      | 면천두견주 (沔川杜鵑酒) (Myeoncheon Dugyeonju (Dugyeonju Liquor of Myeoncheon))                                                       | 충남 충남전역 | 면천두견주 보존회            | 1986년 11월 1일 지정                                                    |      |
| 86-3호 |      | 경주교동법주 (慶州校洞法酒) (Gyeongju Gyo-dong Beopju (Beopju Liquor of Gyo-dong, Gyeongju))                                          | 경북 경주시   |                              | 1986년 11월 1일 지정                                                    |      |
| 87호   |      | 명주짜기 (明紬짜기) (Myeongju Jjagi (Silk Weaving))                                                                                   | 경북 경북전역 |                              | 1988년 4월 1일 지정                                                     |      |
| 88호   |      | 바디장 (바디匠) (Badijang (Reed Making))                                                                                              | 기타 .        |                              | 1988년 8월 1일 지정                                                     |      |
| 89호   |      | 침선장 (針線匠) (Chimseonjang (Needlework))                                                                                           | 서울 서울전역 |                              | 1988년 8월 1일 지정                                                     |      |
| 90호   |      | 황해도평산소놀음굿 (黃海道平山소놀음굿) (Hwanghae-do Pyeongsan Sonoreumgut (Shamanic Ox Performance of Pyeongsan, Hwanghae-do))       | 인천 인천전역 | 황해도평산소놀음굿           | 1988년 8월 1일 지정                                                     |      |
| 91호   |      | 제와장 (製瓦匠) (Jewajang (Roof Tile Making))                                                                                         | 부산 .        |                              | 1988년 8월 1일 지정                                                     |      |
| 92호   |      | 태평무 (太平舞) (Taepyeongmu (Dance of Peace))                                                                                        | 기타 .        |                              | 1988년 12월 1일 지정                                                    |      |
| 93호   |      | 전통장 (箭筒匠) (Jeontongjang (Quiver Making))                                                                                        | 경북 경북전역 |                              | 1989년 6월 15일 지정                                                    |      |
| 94호   |      | 벼루장 (벼루匠) | 서울 서울전역 |                              | 1989년 12월 1일 지정, 1990년 7월 20일 해제, 보유자 부재로 지정 해제     |      |
| 95호   |      | 제주민요 (濟州民謠) (Jeju Minyo (Folk Song of Jeju))                                                                                  | 제주 제주전역 |                              | 1989년 12월 1일 지정                                                    |      |

### 1990년대 지정
| 번호  | 사진 | 명칭                                                                               | 소재지        | 관리자 (단체)             | 지정일                | 참조 |
| 96호  |      | 옹기장 (甕器匠) (Onggijang (Earthenware Making))                                   | 기타 .        |                           | 1990년 5월 8일 지정   |      |
| 97호  |      | 살풀이춤 (살풀이춤) (Salpurichum (Exorcism Dance))                                 | 기타 .        |                           | 1990년 10월 10일 지정 |      |
| 98호  |      | 경기도도당굿 (京畿道都堂굿) (Gyeonggi-do Dodanggut (Tutelary Rite of Gyeonggi-do)) | 경기 경기전역 | 경기도도당굿보존회        | 1990년 10월 10일 지정 |      |
| 99호  |      | 소반장 (小盤匠) (Sobanjang (Tray-table Making))                                    | 경기 경기전역 |                           | 1992년 11월 10일 지정 |      |
| 100호 |      | 옥장 (玉匠) (Sobanjang (Tray-table Making))                                        | 전남 전남전역 |                           | 1996년 2월 1일 지정   |      |
| 101호 |      | 금속활자장 (金屬活字匠) (Geumsok Hwaljajang (Metal Movable Type Making))           | 충북 충북전역 |                           | 1996년 2월 1일 지정   |      |
| 102호 |      | 배첩장 (褙貼匠) (Baecheopjang (Mounting))                                          | 충북 충북전역 | 충청북도의 무형문화재 7호 | 1996년 3월 11일 지정  |      |
| 103호 |      | 완초장 (莞草匠) (Wanchojang (Sedge Weaving))                                       | 인천 인천전역 |                           | 1996년 5월 1일 지정   |      |
| 104호 |      | 서울새남굿 (Seoul Saenamgut (Shamanic Performance of Seoul))                       | 서울 서울전역 | 서울새남굿보존회          | 1996년 5월 1일 지정   |      |
| 105호 |      | 사기장 (沙器匠) (Sagijang (Ceramic Making))                                        | 경북 경북전역 |                           | 1996년 7월 1일 지정   |      |
| 106호 |      | 각자장 (刻字匠) (Gakjajang (Calligraphic Engraving))                               | 서울 서울전역 |                           | 1996년 11월 1일 지정  |      |
| 107호 |      | 누비장 (縷緋匠) (Nubijang (Quilting))                                              | 경북 경북전역 |                           | 1996년 12월 10일 지정 |      |
| 108호 |      | 목조각장 (木彫刻匠) (Mokjogakjang (Wood Sculpture))                                | 기타 .        |                           | 1996년 12월 31일 지정 |      |
| 109호 |      | 화각장 (華角匠) (Hwagakjang (Ox Horn Inlaying))                                    | 인천 인천전역 |                           | 1996년 12월 31일 지정 |      |
| 110호 |      | 윤도장 (輪圖匠) (Yundojang (Geomantic Compass Making))                             | 전북 전북전역 |                           | 1996년 12월 31일 지정 |      |